# حرب غير تقليدية (عقيدة وزارة الدفاع الأمريكية)
في العقيدة العسكرية للولايات المتحدة، تُعتبر الحرب غير التقليدية واحدة من الأنشطة الأساسية للحرب غير النظامية. تتمحور في الأساس حول الدعم المقدم من الجيش للتمرد أو المقاومة الأجنبية. التعريف القانوني للحرب غير التقليدية هو:
«تتكون الحرب غير التقليدية من أنشطة تُجرى لتمكين حركة المقاومة أو التمرد، للإكراه أو الإعاقة، أو الإطاحة بسلطة أو حكومة محتلة، من خلال العمل عبر قوة خفية أو معها، أو قوة مُساعدة، أو حرب العصابات في منطقة مُعادية».

## مهمة الحرب غير التقليدية في وزارة الدفاع الأمريكية
كانت مهمة الحرب غير التقليدية أول مهمة عُينت في القوات الخاصة لجيش الولايات المتحدة عندما تشكلت في عام 1952؛ لديهم الآن مهام إضافية، بما في ذلك الدفاع الداخلي الأجنبي. في الولايات المتحدة، تشير «القوات الخاصة» على وجه التحديد إلى القوات الخاصة لجيش الولايات المتحدة، على عكس الاستخدام في معظم البلدان الأخرى، إذ تشير «القوات الخاصة» إلى مجموعة أنواع الوحدات التي تسميها الولايات المتحدة «قوات العمليات الخاصة»، التي تسيطر عليها قيادة العمليات الخاصة للولايات المتحدة. تُكلّف وحدات القوات الخاصة لجيش الولايات المتحدة بسبع مهام أساسية:
- الحرب غير التقليدية (عقيدة وزارة الدفاع الأمريكية)
- الدفاع الداخلي الأجنبي
- الاستطلاع الخاص
- الفعل المباشر
- مكافحة الإرهاب
- مكافحة انتشار الأسلحة
- العمليات النفسية
- العمليات المعلوماتية

قد تُمنح القوات الخاصة لجيش الولايات المتحدة مهامًا أخرى، بما في ذلك الحرب والدعم ومهام البحث، والإنقاذ في الحرب، والمساعدة الأمنية، وحفظ السلام، والمساعدة الإنسانية، وإزالة الألغام لأغراض إنسانية، وعمليات مكافحة المخدرات؛ قد تكون وحدات أخرى من قيادة العمليات الخاصة أو أنشطة حكومية أخرى مُتخصصة في هذه المهام الثانوية.
تفترض مهمة الحرب غير التقليدية أن القوات الأمريكية ستعمل مع قواتٍ من بلد آخر، وربما مع حلفاء آخرين متعددي الجنسيات دائمًا. اعتمادًا على الظرف الخاص، قد يختلف دورها من التدريب البحت إلى قيادة قوة مشتركة في القتال. على مدار أكثر من خمسين عامًا، استمرت الأدوار والمهمات في التطور، استنادًا إلى تاريخ العمليات.

## نظرة تاريخية
جاءت فكرة الحرب غير التقليدية من حركات المقاومة في الحرب العالمية الثانية بمساعدة موظفين من الولايات المتحدة، وخاصة ضد غزو إمبراطورية اليابان للفلبين، والعديد من حركات المقاومة الوطنية الأوروبية ضد غزو ألمانيا النازية. لم تأت القوة الرئيسية لهذه الحركات من الولايات المتحدة بل من الموظفين المحليين. لم تكن الوحدات الأمريكية الموجودة خلف خطوط القتال المُسمى ميريلز مارودرز، في العقيدة الحديثة، تجري حربًا غير تقليدية بل عمليات فعلٍ مباشر واستطلاعٍ خاص. امتدت الفكرة إلى المقاومة ضد الغزو السوفيتي المتوقع لأوروبا بعد الحرب العالمية الثانية. على الرغم من ذلك، نادرًا ما كانت الولايات المتحدة تنشئ قوة حرب عصابات. في كثير من الأحيان، دعمت الولايات المتحدة منظمة وطنية موجودة بالفعل.

### الحرب العالمية الثانية
أجرت مجموعة متنوعة من المنظمات، بما في ذلك موظفون من الولايات المتحدة، مهمات حرب غير تقليدية. كانت العديد من العمليات في مسرح العمليات الأوروبي متعددة الجنسيات، مثل فرق جيدبيرغ، والتي عادة ما كانت مُكونة من ثلاثة جنود، واحد من الولايات المتحدة، وواحد من المملكة المتحدة، وواحد من فرنسا.
كان الجنود الأمريكيون الأوائل المُشاركون في الحرب غير التقليدية متركزين في الفلبين، وسرعان ما تحالفوا مع القوات الفلبينية، الذين رفضوا الأوامر اليابانية بالاستسلام، مثل وينديل فيرتيج. في نهاية المطاف، أنشأ فيرتيج إلى جانب قادة آخرين من الولايات المتحدة والفلبينيين، على الرغم من عدم تدربهم على الحرب غير التقليدية، قوات حرب عصابات لقتال اليابانيين، وهي قوات بلغ عددها عشرات الآلاف. كانت قدرة العدد القليل من الجنود المتمرسين على تدريب وقيادة مقاومة كبيرة جدًا، مبدأً توجيهيًا لتشكيل القوات الخاصة لجيش الولايات المتحدة في عام 1952.

### نموذج الخمسينيات لمقاومة غزو أوروبا
بعد الحرب العالمية الثانية، كانت مهمة القوات الخاصة لجيش الولايات المتحدة الأصلية في الحرب غير التقليدية، كما هو واضح في أول نشر للقوات الخاصة للمجموعة العاشرة من القوات الخاصة في أوروبا، تتوقع هجومًا سوفييتيًا على أوروبا الغربية. ساعدت القوات الخاصة لجيش الولايات المتحدة في تنظيم وتدريب وقيادة حركات المقاومة استعدادًا لمثل هذا الغزو. كان ينص مذهب عام 1951 للحرب غير التقليدية، الذي كان يسمى حرب العصابات في تلك الفترة على:
«تُعرف حرب العصابات.... على أنها عمليات تنفذها قوات مستقلة صغيرة، بشكلٍ عام خلف قوات العدو، بهدف مضايقة وتأخير وتعطيل العمليات العسكرية للعدو. يقتصر المصطلح أحيانًا على العمليات والتكتيكات العسكرية للقوات الصغيرة التي تهدف إلى إلحاق الخسائر والأضرار بالعدو بدلًا من الاستيلاء على الأراضي أو الدفاع عنها؛ تتميز هذه العمليات بالاستخدام المكثف لعنصر المفاجأة والتأكيد على تجنب الإصابات. يشمل المصطلح... المقاومة السلبية المنظمة والموجهة، والتجسس، والاغتيالات، والتخريب، والبروباغندا، وعمليات القتال العادي في بعض الحالات. عادة ما تُشنّ حرب العصابات بواسطة قوات غير نظامية أو حزبية؛ ومع ذلك، فإنّ القوات النظامية التي انقطع الاتصال بها وراء خطوط العدو أو التي تسللت إلى المناطق الخلفية للعدو قد تستخدم تكتيكات حرب العصابات».

- إصدار 1951 من دليل حرب العصابات التابع للجيش الأمريكي.

### نموذج الستينيات للتعامل مع حروب التحرير الوطني
عندما أُرسل المستشارون الأمريكيون إلى لاوس وفيتنام الجنوبية في الخمسينيات وأوائل الستينيات من القرن الماضي، لم تكن المشكلة الرئيسية تتمثل في إنشاء وحدات حرب العصابات، بل في محاربة قوات حرب العصابات الفيتنامية واللاوسية الموجودة. بالنسبة لهم، بدا من المنطقي أن يكون لدى الجنود الذين دُربوا على أن يكونوا رجال عصابات فهم عميق لكيفية القتال في هذا النوع من الحروب، لذلك كُلفت القوات الخاصة بهذه المهمة. كانت مهمة النجم الأبيض في لاوس سرية في البداية، واستخدمت القوات الخاصة وغيرها من الأفراد الخاضعين لسيطرة وكالة الاستخبارات المركزية. سواء كانت المهمة تسمى مكافحة حرب العصابات، أو مكافحة التمرد، أو الدفاع الداخلي الأجنبي، فإنها تنطوي على مساعدة حكومة صديقة لمحاربة رجال حرب العصابات الموجودين داخل حدودها. يمكن أن يتضمن الدفاع الداخلي الأجنبي أيضًا تدريب الحكومات الأجنبية على التعامل مع تهديد حرب العصابات الداخلية في المستقبل.
في وقت لاحق في جنوب شرق آسيا، قام موظفو القوات الخاصة، الذين يعينون غالبًا في مجموعة الدراسات والمراقبة، بمهام القوات الخاصة ضد المتسللين من الشمال، إذ وجهوا الضربات الجوية وقيموا الأضرار.

## السبعينيات والثمانينيات
في سبعينيات القرن العشرين، دعمت القوات الخاصة المقاومة الكردية في العراق في عهد صدام حسين، إلى أن سحبتهم سلطة القيادة الوطنية كجزء من «انحيازها» نحو العراق. في الثمانينيات، عملت القوات الخاصة مع المجاهدين الأفغان ضد السوفييت، ولكن في دعم المقاتلين المحليين بدلًا من قيادتهم. لم يكونوا بحاجة إلى إنشاء قوات خفية أو مساعدة، وكثيرًا ما دعموا رجال حرب العصابات من خارج منطقة العمليات. أصبحت أجزاء من المقاومة الأفغانية، التي كانت مدعومة من عناصر من القوات الخاصة ووكالة الاستخبارات المركزية، معادية للولايات المتحدة في وقت لاحق.

### التسعينيات
في أعقاب الغزو العراقي للكويت عام 1990، عملت فرق القوات الخاصة مع المقاومة الكويتية. عندما يتمكن رجال حرب العصابات من توجيه الضربات الجوية والصاروخية على الأهداف باستخدام الاتصالات الآمنة بعيدة المدى، لا يحتاج المقاتلون إلى المجازفة بمواردهم المحدودة في الغارات والكمائن. في حين أنّ عقيدة العمليات الخاصة في الولايات المتحدة قد تصورت توجيه الضربات، لكن لم يُنفذ ذلك مباشرة من قبل متخصصين في القوات الخاصة. يتضمن النموذج المتطور تعليم مدربي الحرب غير التقليدية من القوات الخاصة رجال حرب العصابات على كيفية توجيه الضربات ضد الأهداف. إنّ فصل وسائل التدمير عن المقاتلين لا يجعلهم أكثر أمانًا فحسب، بل يتفادى مشكلة «الهجوم المُعاكس» في حال انقلب المسلحون لاحقًا على الولايات المتحدة.